# Friedrich Adler (politiker)
 Der er flere personer med dette navn, se Friedrich Adler.
Friedrich Adler (9. juli 1879 i Wien – 2. januar 1960 i Zürich) var en østrigsk politiker, lobbyist og revolutionær, der måske mest er kendt for sit attentat og mord på landets daværende præsident Karl von Stürgkh i 1916.
Adler var søn af den socialdemokratiske politiker Victor Adler. Han blev uddannet i kemi, fysik og matematik fra Universität Zürich. I 1897 blev han medlem af Sozialdemokratische Partei Österreichs og var fra 1907 redaktør af partibladet Der Kampf. Han blev engageret i den internationale fagbevægelse, og opgav i 1911 sine videnskabelige aktiviteter for at blive generalsekretær for SPÖ, hvilket han var til 1914. Han blev partiets talsmand og efter 1. verdenskrig var brudt ud, advokerede han særligt mod partiets støtte til krigen. I hans kamp mod Østrig-Ungarns krigspolitik gik han 21. oktober 1916 til drastiske metoder, da han skød landets præsident tre gange med en pistol og dermed dræbte ham. Han blev idømt fængsel på livstid, hvilket dengang reelt svarede til 18 år.
Efter novemberrevolutionen var brudt ud i 1918, blev han løsladt og spillede en vigtig rolle som leder af Arbeiterräte og som medlem af Nationalrådet. Fra midten af 1920'erne var han primært aktiv i Socialistisk Internationale, hvor han var generalsekretær i mere end 15 år. Efter 2. verdenskrigs udbrud flygtede han til USA, og efter krigen, i 1946, trak han sig fra politik og redigerede en bog med sin fars brevkorrespondance med August Bebel og Karl Kautsky.